# Drew Skundrich
Drew Skundrich (Lancaster, 17 settembre 1995) è un calciatore statunitense, centrocampista del Loudoun Utd.

## Carriera
Ha iniziato a giocare a calcio a livello scolastico; nella stagione 2016 ha fatto parte della rosa dei Burlingame Dragons, formazione della Premier Development League. Nel 2018 firma con i Philadelphia Union, che decidono di mandarlo in prestito alla società satellite del Bethlehem Steel, militante nella United Soccer League. Nel 2019 si trasferisce al Sacramento Republic, dove ci rimane per due stagioni, prima di trasferirsi per la stagione 2021 al Loudoun Utd, filiale del D.C. United. Tuttavia, con il Loudoun United non viene impiegato, poiché verrà aggregato alla rosa della prima squadra. Il 14 maggio 2021 esordisce in MLS, giocando l'incontro vinto per 1-0 contro i Chicago Fire.

## Statistiche

### Presenze e reti nei club
Statistiche aggiornate al 18 aprile 2022.
| Stagione        | Squadra             | Campionato      | Campionato | Campionato | Coppe nazionali | Coppe nazionali | Coppe nazionali | Coppe continentali | Coppe continentali | Coppe continentali | Altre coppe | Altre coppe | Altre coppe | Totale | Totale |
| Stagione        | Squadra             | Comp            | Pres       | Reti       | Comp            | Pres            | Reti            | Comp               | Pres               | Reti               | Comp        | Pres        | Reti        | Pres   | Reti   |
| --------------- | ------------------- | --------------- | ---------- | ---------- | --------------- | --------------- | --------------- | ------------------ | ------------------ | ------------------ | ----------- | ----------- | ----------- | ------ | ------ |
| 2018            | Bethlehem Steel     | USL             | 28         | 2          |                 | -               | -               |                    | -                  | -                  |             | -           | -           | 28     | 2      |
| 2019            | Sacramento Republic | USLC            | 32         | 1          | USOC            | 3               | 1               |                    | -                  | -                  |             | -           | -           | 35     | 2      |
| 2020            | Sacramento Republic | USLC            | 14         | 2          |                 | -               | -               |                    | -                  | -                  |             | -           | -           | 14     | 2      |
| 2021            | D.C. United         | MLS             | 20         | 0          |                 | -               | -               |                    | -                  | -                  |             | -           | -           | 20     | 0      |
| 2022            | D.C. United         | MLS             | 5          | 0          | USOC            | 0               | 0               |                    | -                  | -                  |             | -           | -           | 5      | 0      |
| Totale carriera | Totale carriera     | Totale carriera | 99         | 5          |                 | 3               | 1               |                    | -                  | -                  |             | -           | -           | 102    | 6      |